# Amore avrai
Amore avrai è un singolo della cantante italiana Elodie, pubblicato il 20 maggio 2016 come secondo estratto dal primo album in studio Un'altra vita.

## Descrizione
Il brano, scritto e composto da Luca Mattioni, Mario Cianchi e Emma Marrone, è stato presentato durante la finale di Amici di Maria De Filippi nella quale la cantante è arrivata seconda e ha permesso ad Elodie di vincere il Premio di Puntata - Canzone dell'estate durante la seconda puntata del Summer Festival.

## Tracce
Testi e musiche di Emma Marrone, Luca Mattioni, Mario Cianchi.
1. Amore avrai – 3:29

## Video musicale
Il video, diretto da Luisa Carcavale, è stato reso disponibile il 6 giugno 2016 sul canale Vevo della cantante.